# Fosfolípido

Figura 1.

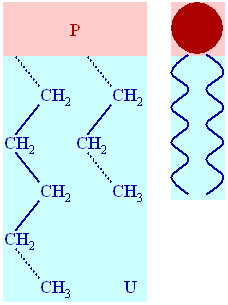
Figura 2. P, cabeza polar; U, colas apolares)

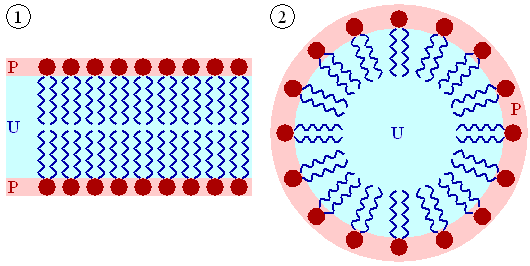
Figura 3. Autoorganización de los lípidos. Se muestra una bicapa lipídica a la izquierda y una micela a la derecha.

Los fosfolípidos son un tipo de lípidos saponificables que componen las membranas celulares, compuestos por una molécula de alcohol (glicerol o de esfingosina), a la que se unen dos ácidos grasos (1,2-diacilglicerol) y un grupo fosfato. Los dos ácidos grasos pueden ser iguales o diferentes. El fosfato se une mediante un enlace fosfodiéster a otras moléculas, que generalmente contienen nitrógeno, como colina, serina o etanolamina y muchas veces posee una carga eléctrica. Todas las membranas plasmáticas activas de las células poseen una bicapa de fosfolípidos.
Los fosfolípidos se dividen en fosfoglicéridos (en que el alcohol es glicerol, un alcohol de cadena corta) y fosfoesfingolípidos (el alcohol es esfingosina, un alcohol de cadena larga). Los fosfolípidos más abundantes son la fosfatidiletanolamina (o cefalina), fosfatidilinositol, ácido fosfatídico, fosfatidilcolina (o lecitina) y fosfatidilserina.
El primer fosfolípido identificado en 1847 como tal en tejidos biológicos fue la fosfatidilcolina, en la yema de huevo de pollo, por el químico y farmacéutico francés Theodore Nicolas Gobley.

## Funciones de los fosfolípidos
Componente estructural de la membrana celular
El carácter anfipático de los fosfolípidos les permite su autoasociación a través de interacciones hidrofóbicas entre las porciones de ácido graso de cadena larga de moléculas adyacentes de tal forma que las cabezas polares se proyectan fuera, hacia el agua donde pueden interaccionar con las moléculas proteicas y la cola apolar se proyecta hacia el interior de la bicapa lipídica.
Activación de enzimas
Los fosfolípidos participan como segundos mensajeros en la transmisión de señales al interior de la célula como el diacilglicerol o la fosfatidilcolina que activa a la betahidroxibutirato deshidrogenasa que es una enzima mitocondrial.
Componentes del surfactante pulmonar
El funcionamiento normal del pulmón requiere del aporte constante de un fosfolípido poco común denominado dipalmitoílfosfatidilcolina. Este fosfolípido tensoactivo es producido por las células epiteliales del tipo II e impide la atelectasia al final de la fase de espiración de la respiración.
Componente detergente de la bilis
Los fosfolípidos, y sobre todo la fosfatidilcolina de la bilis, solubilizan el colesterol. Una disminución en la producción de fosfolípido y de su secreción a la bilis provoca la formación de cálculos biliares de colesterol y pigmentos biliares.
Síntesis de sustancias de señalización celular
El fosfatidinol y la fosfatidilcolina actúan como donadores de ácido araquidónico para la síntesis de prostaglandinas, tromboxanos, leucotrienos y compuestos relacionados.